# Władimir Siemionow (generał)
Władimir Magomiedowicz Siemionow (ros. Влади́мир Магоме́дович Семёнов, ur. 8 czerwca 1940 w aule Churzuk w Karaczajo-Czerkieskim Obwodzie Autonomicznym) – radziecki i rosyjski wojskowy i polityk, generał armii.

## Życiorys
Od 1958 służył w Armii Radzieckiej, 1962 skończył szkołę wojskową w Baku i został dowódcą plutonu, od 1963 był członkiem KPZR, 1970 ukończył Wojskową Akademię im. Frunzego. Od 1971 zajmował stanowiska dowódcze i sztabowe, 1973-1975 był dowódcą pułku, 1979 ukończył Wojskową Akademię Sztabu Generalnego Sił Zbrojnych ZSRR i został dowódcą dywizji, 1982 dowódcą korpusu, a 1984 dowódcą armii. Od 1988 do sierpnia 1991 dowódca wojsk Zabajkalskiego Okręgu Wojskowego. Od lipca 1990 do sierpnia 1991 członek KC KPZR, 1989-1991 deputowany ludowy ZSRR, 1991-1996 dowódca Wojsk Lądowych - wiceminister obrony ZSRR/Rosji. W 1992 dowódca Sił Ogólnego Przeznaczenia Zjednoczonych Sił Zbrojnych Wspólnoty Niepodległych Państw, 1997-1998 zwolniony ze służby, 1998-1999 główny doradca wojskowy ministra obrony Rosji w stopniu generała armii, od 25 maja 1999 do sierpnia 2003 prezydent Karaczajo-Czerkiesji, 1999-2001 członek Rady Federacji.

## Odznaczenia
- Order Czerwonego Sztandaru (dwukrotnie)
- Order „Za służbę Ojczyźnie w Siłach Zbrojnych ZSRR” II klasy
- Order „Za służbę Ojczyźnie w Siłach Zbrojnych ZSRR” III klasy
- Order „Za zasługi wojskowe”

I medale.